# Los crápulas
Los crápulas es una película coproducción de Argentina e Italia filmada en Eastmancolor dirigida por Jorge Pantano sobre su propio guion escrito en colaboración con Lito Espinosa que se estrenó el 11 de junio de 1981 y que tuvo como actores principales a Lando Buzzanca, Aldo Piccioni, José Wilker y Soledad Silveyra.

## Sinopsis
Dos expresidiarios son contratados por el Diablo para administrar el cementerio de un pequeño pueblo.

## Reparto
- Lando Buzzanca
- Aldo Piccioni
- José Wilker
- Soledad Silveyra
- Héctor Bidonde
- Leonor Manso
- Arturo García Buhr
- Nora Cullen
- Ulises Dumont
- Max Berliner
- Valeria Vanini
- Analía Roy …Extra
- Alfonso Pícaro
- Clotilde Borella

## Comentarios
Daniel López en Convicción escribió:

«Es uno de los films argentinos ideológicamente más execrables sw los últimos tiempos, digamos de los últimos 7 años de su historia…costoso, pedante, peligrosísimo recipiente de desperdicios.»

Rafael Granados en Clarín dijo:

«Comicidad lunática con estrellas de lujo.»

Manrupe y Portela escriben:

«Varias cosas curiosas tiene este film: el protagónico argentino del actor de Doña Flor y sus dos maridos (Brasil, 1978). José Wilker junto al italiano Lando Buzzanca. Leonor Manso y Soledad Silveyra (aparece sin decir una palabra) y ete esfuerzo de la plata dulce que conceptualmente podía ser un film de veinte años atrás»